# Diatrypella pulvinata
Diatrypella pulvinata är en svampart som beskrevs av Nitschke 1867. Diatrypella pulvinata ingår i släktet Diatrypella och familjen Diatrypaceae.  Arten är reproducerande i Sverige. Inga underarter finns listade i Catalogue of Life.